# Караван (Люботинский городской совет)
Караван (укр. Караван) — посёлок, Люботинский городской совет, Харьковская область.

## Географическое положение
Посёлок Караван находится у истоков реки Мерефа в балке Ржавый Яр.
Ниже по течению примыкает город Люботин.
На реке несколько запруд.
Вокруг посёлка несколько небольших лесных массивов (дуб).

## История
Впервые упоминается в 1716 году.
В ходе Великой Отечественной войны в 1941 - 1943 гг. был оккупирован немецкими войсками.
В марте 1995 года Верховная Рада Украины внесла Караванский спиртзавод в перечень предприятий, приватизация которых запрещена в связи с их общегосударственным значением.
Население по переписи 2001 года составляло 1029 человек.
Начавшийся в 2008 году экономический кризис осложнил положение, в январе 2009 года спиртзавод остановил работу.
В июле 2010 года было возбуждено дело о банкротстве находившегося здесь завода кормовых дрожжей.
В ноябре 2011 года было возбуждено дело о банкротстве спиртзавода.

## Экономика
- Песчаные карьеры.

## Достопримечательности
- Вершина внешнего вала городища (V-IV вв. до н.э.)